# Die Firma (Rockband)
Die Firma war eine in der DDR gegründete Untergrund-Rockband.

## Geschichte
Die Firma wurde im Jahr 1983 zunächst unter dem Namen Firma Trötsch bzw. Tanzkapelle Wandlitz in Ost-Berlin von Frank Trötsch Tröger gegründet und nach kurzer Zeit in Die Firma – ein DDR-Pseudonym für die Stasi – umbenannt. Die Gruppe existierte bis 1993.
Neben Trötsch gehörten Bassistin Tatjana Besson, Gitarrist und Co-Texter Key Pankonin sowie Schlagzeuger Lothar Greiss zur Erstbesetzung der Band. Trötsch schrieb neben Pankonin viele Liedtexte, spielte Keyboards und übernahm gemeinsam mit Bassistin Besson die Gesangsparts. Letztere wurde aufgrund ihres langen roten Haars und ihrer tiefen Gesangstimme schnell zum Aushängeschild der Band.
Die Gruppe probte in leerstehenden Wohnungen und Hinterhäusern und spielte am Wochenende in der ganzen DDR. Die Firma verstand sich als politisch-agitierend, besonders Trötsch betonte noch viele Jahre nach der Auflösung, er habe mit seinen Texten die Gesellschaft in der DDR verändern wollen. Die Lieder galten teilweise als systemkritisch und mitunter sogar staatsfeindlich. Die seit Beginn der Achtzigerjahre aufblühende Punkszene im Land half den Musikern, sodass sie binnen weniger Monate eine große Fangemeinde hatten. Die Gruppe trat trotz des Vorhandenseins einer offiziellen Spielerlaubnis darum auch oft bei illegalen Konzerten in Kirchen auf, die den von staatlicher Seite verfolgten Punks und vielen illegalen Bands einen geschützten Raum boten.
Dass Trötsch bereits seit 1979 Inoffizieller Mitarbeiter (IM) des Ministeriums für Staatssicherheit war, wurde erst nach Mauerfall und Wende Anfang der Neunzigerjahre bekannt. Hierzu sagte Trötsch Jahre später in einem TV-Beitrag zum Thema Subkultur & Stasi in der DDR dem rbb:

„Ich habe praktisch ein doppeltes Spiel gespielt, hab mir damals eingebildet, dass das alles gutgeht. Ist ja auch gutgegangen, eine ganze Weile. Sonst hätte ich keine Band gründen können, die Die Firma hieß. Wir haben ja sogar eine Einstufung gekriegt als Die Firma.“

Bandgründer Trötsch verließ die Band nach einiger Zeit, da ihn die fehlende Professionalität störte, kehrte aber nach zweijähriger Pause noch einmal zurück. Er stieg Ende 1987 endgültig aus. 1986 übernahm der Feeling-B-Gitarrist Paul Landers bei Die Firma den Part von Pankonin, der seinen Wehrdienst bei der Nationalen Volksarmee (NVA) antrat. Pankonin, der für die Texte von Firma-Songs wie Faschist und Kinder der Maschinenrepublik verantwortlich zeichnete, kehrte nach seiner Militärzeit noch einmal zurück, ging jedoch zeitgleich mit Trötsch, da ihn das antimilitaristische Image der Band störte, das er vor seiner NVA-Zeit mitgeprägt hatte. Er gründete die Band Ichfunktion.  Landers blieb bis 1991 Gitarrist der Firma, spielte aber parallel weiter bei Feeling B. Im Jahr 1990 holte er seinen Firma-Bandkollegen Christoph Schneider als Drummer zu der Fun-Punk-Combo, die im Vergleich zur Firma als wenig bis gar nicht politisch galt. 
Einige Musiker von Die Firma wirkten 1987 bei dem Projekt Törnen - ein mecklenburg environment. des Performance-Künstlers Holger Stark mit. 
Die Firma wurde 1990 zusammen mit weiteren DDR-Künstlern vom französischen Präsidenten François Mitterrand in den Élysée-Palast nach Paris eingeladen. Wenig später wurde Trögers IM-Tätigkeit bekannt – und darüber hinaus, dass mit Tatjana Besson noch ein zweites Mitglied von Die Firma jahrelang als IM für die Stasi gearbeitet hatte. Besson, die in der alternativen DDR-Musikszene als besonders staatskritisches Bandmitglied gegolten hatte, erntete im Nachgang besonders viel Kritik, da sie in der Vorwendezeit bei einem Konzert vor 6000 Zuschauern in Absprache mit der Stasi als eine Art Agent Provocateur fungiert hatte, indem sie ein T-Shirt mit einem Aufdruck der DDR-Bürgerrechtsbewegung Neues Forum trug. Einige Bandmitglieder verließen nach den IM-Outings ihrer Kollegen die Gruppe, da sie von Tröger und Besson enttäuscht waren oder die Glaubwürdigkeit der Band nun als erschüttert ansahen, darunter auch Landers. Dieser stieg einerseits nach eigenen Angaben aus vorgenannten Gründen aus, andererseits hatten seine Firma-Musikerkollegen ihn aufgefordert, eine seiner zwei Bands aufzugeben, da beide zu viel Zeit in Anspruch nahmen. Sein Nachfolger an der Gitarre wurde der Schweriner Musiker Scholle alias Richard Kruspe (zuvor Das elegante Chaos, First Arsch).
Die Gruppe löste sich im Jahr 1993 auf, mehrere ehemalige Firma-Musiker formierten 1994 mit anderen Gleichgesinnten die Gruppe Rammstein. Für diese und andere Bands ist der frühere Firma-Bassist und Co-Sänger Faren Matern heute als Lichtoperator und Setdesigner tätig. 
Der bereits seit Jahren gesundheitlich stark angeschlagene Bandgründer Frank Trötsch Tröger starb 2015. Er hatte seine IM-Tätigkeit Jahre zuvor im rbb-Interview mit den Worten „Ich würde gern noch einmal bei Null anfangen“ bereut.
Die Besetzungen im Laufe des Bestehens und ihr weiterer Verbleib (sofern bekannt):
- Frank „Trötsch“ Tröger (Keyboard, Gesang)
- Tatjana Besson (Gesang, Bass, heute Freygang)
- Key Pankonin (Gitarre, Gesang, später Ichfunktion),
- Lothar Greiss (Schlagzeug, vorher Weiterverarbeitung, später The Waste, Mind Raiders),
- Faren Matern (Gesang, Bass, heute Licht- und Setdesigner bzw. -operator bei Bands wie In Extremo und Rammstein),
- Paul Landers (Gitarre, parallel bei Feeling B, heute Rammstein),
- Thomas Schreiber (Schlagzeug)
- Christoph Schneider (Schlagzeug, heute Rammstein)
- Richard „Scholle“ Kruspe (Gitarre, heute Rammstein)
- Gastmusiker: André Greiner-Pol (Geige, Freygang)

## Diskografie
- o. J.:  Deserteur, Track auf Meine Heimat Der Osten Vol.1, Compilation Kassette, erschienen auf Heimat Kassetten (HK 1)
- o. J. (1980er Jahre): Faschist auf VEB Sampler Teil 1
- 1986: 1. Demo, Self-Release
- 1990: Live Paris 1990, Kassette, Self-Release
- 1990: Die Letzten Tage von Pompeji, Split-LP mit Freygang und Ichfunktion, erschienen bei Peking Records (PRP 00490)[5]
- 1990: Alte Helden, auf Systemausfall - Ostsampler, CD, Compilation, erschienen auf Peking Records (SPV 084-62532)
- 1991: Die Firma, Kassette, Album, Self-Release
- 1991: Live im J.F.Z. Neuruppin, Kassette, Live-Album, Self-Release[6]
- 1991: Kinder der Maschinenrepublik, CD, Album, erschienen auf BuschFunk (0081-2)
- 1991: Live im Landei Bad Liebenwerda, Kassette, Live-Album, erschienen auf Heimat Kassetten (HK 16)
- 1992: Live (im Kellertheater Magdeburg), Kassette, Live-Album, erschienen auf Heimat Kassetten (HK 17)
- o. J. (1992): Die Firma – Live in Haldensleben, Kassette, Self-Release
- o. J. (1990er Jahre): Maschinenrepublik, Track auf dem Kassettensampler Kunst und Beton, erschienen auf Heimat Kassetten (HK 22)